# Varvara Gracheva
Varvara Andreyevna Gracheva (em russo: Варвара Андреевна Грачёва, IPA: [vɐrˈvarə ɡrɐˈtɕɵvə]; nascida em 2 de agosto de 2000) é uma tenista russa que, a partir de junho de 2023, passou a representar a França no âmbito esportivo..
Gracheva tem o recorde de sua carreira no ranking de simples WTA de 39ª, alcançado em 08 de janeiro de 2024. Ela ganhou sete títulos de simples em torneios do Circuito ITF.
Gracheva fez sua estreia na chave principal no WTA Tour no Ladies Open Lausanne 2019, onde venceu a qualificatória ao derrotar Julia Grabher [en] na rodada final.
Em julho de 2019, ela se classificou para o Washington Open e venceu sua primeira partida em chave principal do WTA Tour, derrotando Anna Blinkova.

## Carreira

### Juniores: Sucesso razoável
Gracheva alcançou a posição mais alta na carreira de 19 em sua carreira júnior, vencendo quatro eventos de grau 2.

### 2017: Primeiros torneios profissionais
Gracheva disputou seus primeiros eventos profissionais em 2017, começando sem classificação, mas conseguiu chegar à posição 647 no final do ano, depois de alcançar três torneios consecutivos de US$ 15k em Hammamet, Tunísia, derrotando nomes como Fiona Ferro no processo.

### 2018: Último ano júnior, estreia no top 500
Depois de derrotar Sofia Shapatava [en] para ganhar um torneio de US$ 15k em Antalya, Turquia, para começar sua temporada de 2018, Gracheva voltou a jogar seus últimos torneios juniores e não competiu no Circuito ITF por seis meses. No entanto, ela foi capaz de chegar em sua primeira quartas de final deum torneio US$ 25k em Périgueux e com isso, fez sua estreia no top 500 em julho. Gracheva teve três vitórias sobre as top 300, incluindo uma sobre Maryna Zanevska nas rodadas da qualificatória do Al Habtoor Tennis Challenge.
Ela terminou o ano com um recorde de vitórias de 28-13 no circuito profissional, como número 447 do mundo.

### 2019: Rápida ascensão no ranking, sucesso na ITF, WTA e estreia no top 125
Apesar de um início de ano lento, que viu Gracheva chegar a apenas uma quartas de final em quadras duras, ela obteve bons resultados no saibro. Passando pelas rodadas de qualificatória em um evento de US$ 25k em Chiasso, ela ganhou o maior título de sua carreira e entrou no top 400 pela primeira vez. Ela seguiu com uma derrota para Nao Hibino, 118º classificado, no torneio ITF 80k, Open de Cagnes-sur-Mer.
Gracheva conquistou dois títulos de torneios US$ 25k, o primeiro em Caserta, Itália, e o segundo no  Open International Féminin de Montpellier.
Com sua posição no ranking qualificando-a para alguns torneios WTA, ela fez sua estreia no WTA Tour no Ladies Open Lausanne, onde se classificou para a chave principal ao derrotar Julia Grabher [en] na rodada final, perdendo apenas dois games. Ela perdeu para Han Xinyun na primeira rodada, em dois sets. Gracheva então competiu em quadra dura pela primeira vez desde abril no Washington Open, onde se classificou para a chave principal mais uma vez. Desta vez, ela conquistou sua primeira vitória na chave principal sobre Anna Blinkova em três sets, para sua primeira vitória no top 100, e então caiu para a número 31 do mundo, Hsieh Su-wei, no tiebreak do set final. No entanto, ela garantiu uma estreia no top 200.
Competindo em um torneio de Grand Slam pela primeira vez em sua carreira, ela avançou para a rodada final da qualificatória do US Open após derrotar Martina Trevisan e Danka Kovinić, em dois sets. Ela foi derrotada na rodada final por Richèl Hogenkamp, em dois sets apertados.
Gracheva então voltou ao saibro, iniciando uma sequência de 14 vitórias consecutivas com dois títulos consecutivos em eventos de US$ 60k, o Open de Saint-Malo e o Open Ciudad de Valencia. Em Saint-Malo, ela conquistou as primeiras vitórias sobre as top 100, Aliona Bolsova [en] (que chegou à quarta rodada em Roland Garros) e Natalia Vikhlyantseva [en] antes de derrotar Marta Kostyuk na final. Em Valência, ela perdeu apenas 22 games durante toda a semana e venceu Tamara Korpatsch [en] para ganhar seu segundo título consecutivo. Ela alcançou a classificação mais alta de sua carreira de nº 121 após o torneio.
Jogando em seu torneio "de casa", a Kremlin Cup, pela primeira vez em sua carreira, ela se classificou para a chave principal e venceu Ajla Tomljanović para chegar à segunda rodada. Ela liderou o placar sobre Anastasia Pavlyuchenkova por um set e uma quebra, mas não conseguiu manter a liderança e acabou perdendo em três sets.
Ela terminou o ano com um recorde de 70-26, terminando o ano como nº 105 do mundo, apesar de começar o ano como nº 447, e foi rotulada como uma das "maiores estrelas em ascensão".

### 2020: Consistência no WTA Tour, 3ª rodada do US Open, estreia no top 100
Gracheva chegou à fase final de qualificação no Australian Open com vitórias sobre  Chloé Paquet e  Olga Danilović, mas caiu para a ex-número 45 do mundo, Johanna Larsson. Foi o início de uma sequência de cinco derrotas consecutivas para a russa antes que a pandemia de COVID-19 interrompesse o WTA Tour 2020. No entanto, ela conseguiu fazer sua estreia no top 100 em 2 de março de 2020, bem a tempo, antes da suspensão dos torneios.
Ela fez parte do primeiro torneio WTA da retomada do tour, o Palermo Ladies Open, como cabeça-de-chave na qualificatória. Ela encerrou sua sequência de derrotas com uma vitória sobre a "wild card" local Matilde Paoletti [en], mas foi surpreendida por Martina Trevisan na rodada final da qualificatória.
Gracheva finalmente fez sua estreia na chave principal de um Grand Slam no US Open e derrotou a melhor classificada Paula Badosa em dois sets para triunfar em sua estreia na chave principal. Na segunda rodada, ela conseguiu uma das maiores reviravoltas da história ao reverter um déficit de 1–6, 1–5 contra a 30ª cabeça-de-chave [Kristina Mladenovic]], salvando vários match points para chegar à terceira rodada pela primeira vez em sua carreira. Embora ela tenha perdido para a oitava cabeça-de-chave Petra Martić em uma disputa acirrada na terceira rodada, seu desempenho a fez receber atenção dos organizadores do torneio.
Gracheva também fez sua estreia na chave principal do Aberto da França, mas perdeu para a eventual quarta-finalista e terceira cabeça-de-chave, Elina Svitolina, em dois sets diretos na primeira rodada. Seu ano terminou com uma aparição na segunda rodada no Upper Austria Ladies Linz, depois de derrotar Katarina Zavatska [en] na primeira rodada.
Ela terminou o ano entre as 100 primeiras pela primeira vez em sua carreira, com um recorde de 10–14 vitórias e derrotas, mas três dessas vitórias aconteceram na chave principal de torneios do WTA Tour.

### 2021: Primeira temporada completa do WTA Tour, primeira semifinal do WTA, estreia no top 80
Gracheva fez parte do contingente que viajou para Melbourne para o Australian Open, começando sua temporada com uma difícil vitória por três sets sobre Lizette Cabrera [en] na primeira rodada do Yarra Valley Classic. Ela triunfou em sua estreia na chave principal do Australian Open, derrotando a compatriota Anna Blinkova antes de perder para outra compatriota, Veronika Kudermetova, na segunda rodada. Gracheva encerrou sua campanha na Austrália com uma aparição na segunda rodada do Phillip Island Trophy, surpreendendo a ex-campeã de Grand Slam, Sloane Stephens, em dois sets. Ela perdeu para a eventual campeã Daria Kasatkina.
Depois de uma série de resultados ruins, Gracheva chegou às semifinais de um torneio WTA 125, o Open de Saint-Malo, derrotando a segunda cabeça de chave Rebecca Peterson em dois sets. Ela chegou à terceira rodada do Aberto da França pela primeira vez em sua carreira, derrotando Camila Giorgi na segunda rodada antes de perder em dois sets para Marta Kostyuk em dois sets.
Seus primeiros torneios em quadra de grama terminaram em derrota no Bad Homburg Open e em Wimbledon, onde ela fez sua estreia sem ter participado das rodadas de qualificatórias anteriormente.
No Chicago Women's Open de 2021, Gracheva alcançou sua primeira semifinal WTA na carreira ao derrotar a quarta cabeça-de-chave Tamara Zidanšek e também a oitava cabeça-de-chave Marta Kostyuk em três sets, vingando sua derrota em Roland Garros. Ela estava a um set de sua primeira final do WTA, mas não conseguiu manter a liderança ao perder para Alizé Cornet, vencendo apenas um game depois de vencer o primeiro set, tendo disputado duas partidas por dia.
Ela defendeu seus pontos no US Open, onde surpreendeu a 24ª cabeça-de-chave Paula Badosa (que chegaria ao top 10 dois meses depois) em dois sets para chegar à terceira rodada pelo segundo ano consecutivo. A campanha de Gracheva terminou nas mãos da 14ª cabeça-de-chave Anastasia Pavlyuchenkova, em dois sets.
A russa alcançou sua terceira quartas de final do ano no Astana Open como a sétima cabeça-de-chave, derrotando Kristýna Plíšková e Lesia Tsurenko em dois sets. No Tenerife Ladies Open, ela conseguiu mais uma grande recuperação, desta vez superando a melhor classificada Sara Sorribes Tormo na primeira rodada, depois de reverter um déficit de 1 a 5 no set final para prevalecer após mais de 3 horas e meia de jogo.
Gracheva terminou a temporada com uma aparição na semifinal no Open de Limoges, terminando o ano entre as 80 primeiras pela primeira vez em sua carreira.

### 2022: Segunda rodada do Aberto da França, 3ª rodada, estreia entre os 60 primeiros
Gracheva começou o ano no Melbourne Summer Set 2, mas foi derrotada por Sorana Cîrstea sem vencer nenhum game. Sua campanha ruim se estendeu com uma eliminação na primeira rodada do Australian Open, caindo para a jogadora vinda da qualificatória  Lucia Bronzetti em três sets.
No St. Petersburg Ladies Trophy, ela se classificou para a chave principal. No Dubai Tennis Championships, ela derrotou Ajla Tomljanović na primeira rodada, depois de vencer também três rodadas da qualificatória. Como resultado, ela alcançou um novo recorde na carreira, a 72ª posição após o torneio.
Ela chegou à terceira rodada do Aberto da França pela segunda vez em sua carreira. Como resultado, ela alcançou a classificação mais alta de sua carreira, a 59ª posição, em 18 de julho de 2022.

### 2023: 3ª rodada do Aberto da Austrália e primeira vitória entre os 10 primeiros
Gracheva chegou à terceira rodada do Australian Open pela primeira vez em sua carreira, derrotando a oitava cabeça-de-chave Daria Kasatkina, sua primeira vitória sobre uma top 10, e Lucrezia Stefanini [en].
No Mérida Open, Gracheva chegou às oitavas de final como uma "lucky loser" derrotando Tatjana Maria antes de perder para Sloane Stephens. Na semana seguinte, ela alcançou as quartas de final no ATX Open de 2023, derrotando a cabeça-de-chave Magda Linette e Anna Blinkova.
Em junho devido aos problemas enfrentados por atletas russas, Gracheva solicitou e recebu o passaporte francês, passando a representar a França no contexto esportivo a partir do Bad Homburg Open no qual chegou às quartas de final que perdeu para Lucia Bronzetti em sets diretos.

### 2024
Gracheva iniciou a temporada participando do ASB Classic  como "cabeça de chave" N° 8, vencendo Tereza Martincova [en] na primeira rodada em jogo de três sets,  Lulu Sun na segunda em sets diretos e perdendo na terceira para a eventual campeã Coco Gauff em sets diretos. Logo depois, participou do Hobart International também como "cabeça de chave" N° 8, vencendo Peyton Stearns na estreia em jogo de três sets e perdendo na segunda rodada para Arantxa Rus em sets diretos. Depois disso, partiu para o Australian Open, no qual, venceu Yanina Wickmayer na primeira rodada em sets diretos e perdeu para Dayana Yastremska na segunda também em sets diretos.
Prosseguindo sua campanha em quadras duras, agora na Europa, Gracheva participou do Upper Austria Ladies Linz, onde, como cabeça de chave N° 7, perdeu para a vinda da qualificatória Jodie Burrage na primeira rodada em sets diretos. No giro do Oriente Médio, ela não passou da primeira rodada nem em Doha nem em Dubai. No giro dos Estados Unidos, o desempenho não melhorou, ficando também na primeira rodada em San Diego, em Indian Wells e em Miami. Ela tentou e conseguiu passar pela qualificatória de Charleston, chegando até a segunda rodada da chave principal onde perdeu para Elise Mertens em jogo de três sets.
Gracheva deu início à temporada em quadras de saibro no Open de Rouen, no qual chegou até a segunda rodada perdendo para Yuan Yue em jogo de três sets. Em seguida, no Aberto de Madri não passou da primeira rodada. Depois disso, ela tentou o Aberto de Roma, no qual passou pela qualificatória, venceu a "wild card" Federica Di Sarra [en] na primeira rodada da chave principal, mas perdeu na segunda para a cabeça de chave N° 5, Maria Sakkari, em sets diretos. Já no Aberto da França, conseguiu a revanche do torneio anterior vencendo a cabeça de chave N° 6,  Maria Sakkari, na primeira rodada em jogo de três sets, venceu Bernarda Pera, na segunda, em sets diretos, venceu Irina-Camelia Begu, na terceira, mais uma vez em sets diretos, chegando às oitavas de final, onde perdeu para Mirra Andreeva, novamente em sets diretos. Nas olimpíadas de Paris 2024, jogando como tenista da casa foi eliminada logo na primeira rodada para Beatriz Haddad Maia.